# Чаргазия, Циба Виссарионович
Циба Виссарионович Чаргазия (1922 год, село Царча, ССР Абхазия) — бригадир колхоза имени Андреева Гальского района, Абхазская АССР, Грузинская ССР. Герой Социалистического Труда (1948).

## Биография
Родился в 1922 году в крестьянской семье в селе Царча.
С раннего возраста трудился в сельском хозяйстве. В послевоенное время — бригадир полеводческой бригады колхоза имени Андреева (с 1951 года — укрупнённый колхоз имени Бараташвили в соседнем селе Чхуартал) Гальского района.
В 1947 году бригада под его руководством собрала в среднем с каждого гектара по 74,76 центнеров кукурузы на площади 6 гектаров. Указом Президиума Верховного Совета СССР от 21 февраля 1948 года удостоен звания Героя Социалистического Труда за «получение высоких урожаев кукурузы и пшеницы в 1947 году» с вручением ордена Ленина и золотой медали «Серп и Молот» (№ 760).
Этим же Указом званием Героя Социалистического Труда были награждены председатель колхоза имени Андреева Шахани Гигоевич Сиргинава, бригадир Мошия Зосимович Чаава, звеньевые Константин Бахваевич Кварцхава, Герман Ивакович Курдагия, Мамия Иоанович Цацуа.
После выхода на пенсию проживал в родном селе Царча Гальского района.